# Charles Frémicourt
Charles Frémicourt (Lens, 27 septembre 1877 - Bethencourt (Nord) 16 juillet 1967) est un magistrat français.

## Biographie
Il succède à Paul Matter d'abord comme procureur général en 1936 puis comme premier président de la Cour de cassation en 1937.
Le 16 juin 1940, il est nommé comme Garde des sceaux dans le gouvernement Philippe Pétain. Il démissionne le 10 juillet et retrouve son poste à la Cour de cassation.
À la Libération, il perd son poste de premier président et est inculpé pour collaboration. Il est amnistié pour fait de Résistance le 8 février 1947.
Il est mort le 16 juillet 1967.